# Вільям Бредфорд Шоклі
Ві́льям Бре́дфорд Шо́клі (англ. William B. Shockley; 13 лютого 1910, Лондон — 12 серпня 1989) — фізик, дослідник напівпровідників і транзисторів.

## Біографічні відомості
Вільям Шоклі народився 13 лютого 1910 року в Лондоні, Велика Британія. Його батько Вільям Гілман Шоклі був гірничим інженером з Массачусетсу, а його дружина, Мері (уродженка Бредфорда) була заступником маркшейдера у Неваді.
Родина повернулася в Сполучені Штати в 1913 році, і Вільям-молодший у 1932 році одержав диплом бакалавра в Інституті технологій штату Каліфорнія. В Інституті технологій штату Массачусетс він навчався під керівництвом професора Джона Слейтера і захистив докторську роботу в 1936 році на тему «Енергетична зонна структура хлориду натрію». У тому ж році Шоклі влаштувався до Bell Telephone Laboratories, працюючи в групі, яку очолював доктор С.Дж. Девісон і проробив там (з короткою перервою під час війни) до 1955 року. Він пішов зі своєї посади директора відділу фізики транзисторів, щоб стати директором Shockley Semi-conductor Laboratory в корпорації Beckman Instruments, Inc., розташованої в Маунтін-В'ю, штат Каліфорнія. Там він зайнявся дослідженням і розробкою нових транзисторів та інших напівпровідникових пристроїв. У 1963 році був рекомендований Олександром М. Понятовим, професором машинобудування в Стенфордському університеті, де Шоклі став професором машинобудування та прикладних наук.
Під час Другої світової війни Шоклі був директором дослідницької групи, яка займалася питаннями боротьби з підводними човнами, а потім служив експертом при військовому міністрі (Secretary of War). Двічі читав лекції: у 1946 році в Принстонському університеті, та у 1954 році в Каліфорнійському інституті технологій. Один рік (1954–1955) він працював заступником директора та керівника досліджень Weapons System Evaluation Group у Департаменті оборони.
Був двічі одружений. Мав трьох дітей від першого шлюбу з Джин (уроджена Бейлі). Але цей шлюб розпався, і його другою дружиною стала Еммі Ленінг.
Помер 12 серпня 1989 року.

## Дослідження

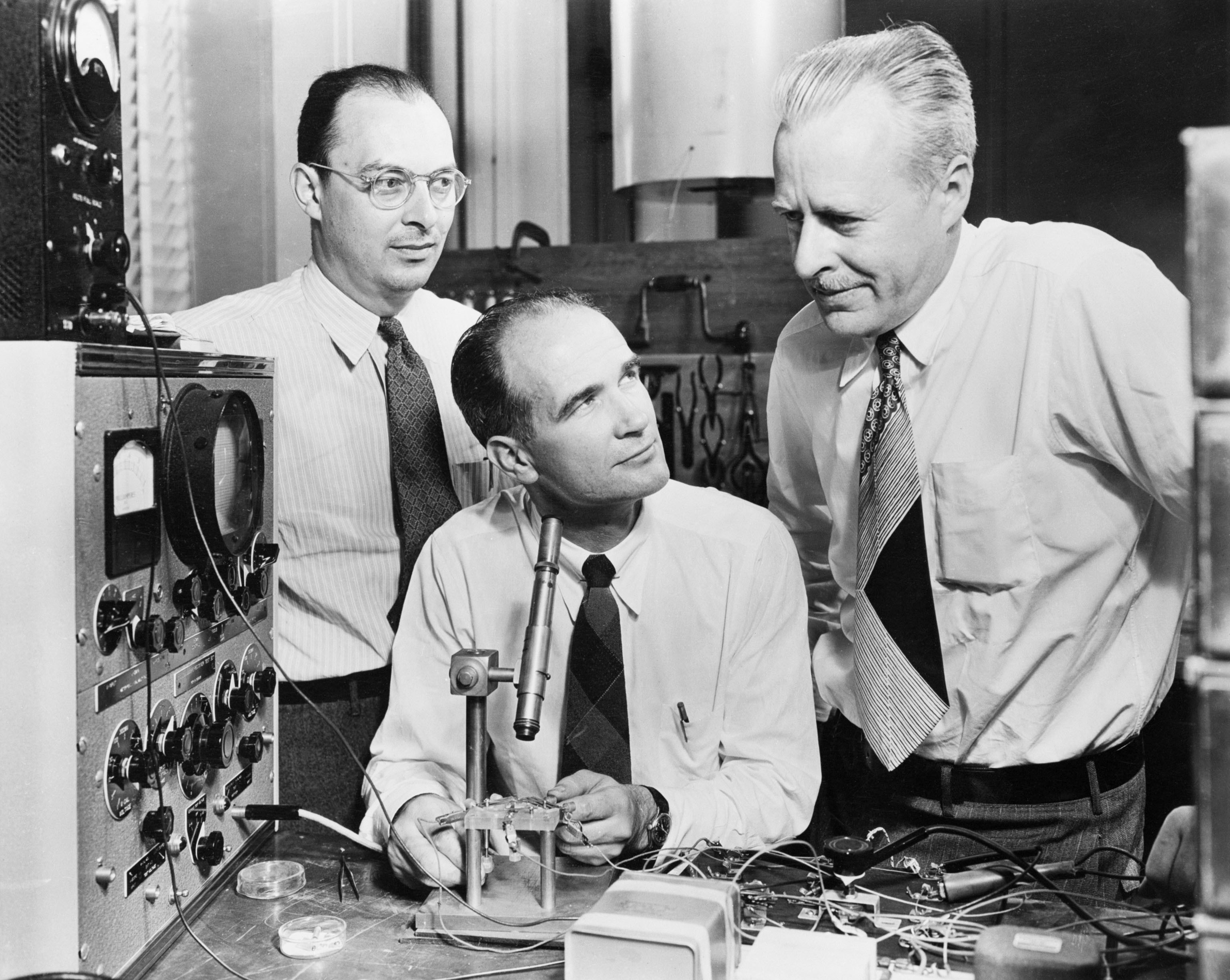
Бардін, Шоклі та Бреттейн в лабораторії. Рекламне фото 1948 року. До цього часу відносини Шоклі та Бардіна були безповоротно зіпсовані

Дослідження Шоклі були спрямовані на вивчення: енергетичних зон твердих тіл, упорядкування та розпорядкування в сплавах, теорії вакуумних приладів (ламп), самодифузії міді, теорії дислокації, експериментів і теорії феромагнетних доменів, експериментів з фотоелектронами в хлориді срібла, різних напрямків у фізиці транзисторів і дослідження операції із залежності зарплати і продуктивності праці в дослідницьких лабораторіях.
Із 1936 року до початку війни займався проблемою практичної реалізації МДН-транзистора на поверхні германію, управляючий електрод якого розділявся за допомогою слюдяної пластинки. Хоч ефект поля і підтвердився експериментально проте до практичної реалізації справа так і не дійшла. До речі, і після війни він продовжував дану тематику уже як керівник, в розпорядженні якого були Джон Бардін та Волтер Браттейн, які в той час займалися тривіальною справою вимірювання поверхневої провідності германію чотиризондовим методом. Під час одного із вимірювань і був відкритий так званий транзисторний, або біполярний ефект. За розробку теорії цього ефекту шляхом формального введення квазіпотенціалів Фермі для умови статичної квазірівноваги йому була присуджена Нобелівська премія з фізики.

## Відзнаки і нагороди
Його роботи були відзначені багатьма нагородами. Шоклі був нагороджений медаллю за заслуги в 1946 році за роботу в департаменті війни, премією Морріса Лайбмана Інститутом Радіоконструкторів у 1952 році, а в наступному році премією Олівера Баклі у фізиці твердого тіла від Американського фізичного товариства, а роком пізніше — премія Сайруса Комстока від Національної академії наук. І найбільше визнання — Нобелівська премія з фізики, була вручена йому в 1956 році разом із двома колишніми колегами з Bell Telephone Laboratories, Джоном Бардіном і Волтером Браттейном.
У 1963 році він отримав медаль Голі від Американського товариства інженерів-механіків. Також доктор Шоклі з 1951 року був членом Наукової консультативної групи армії США, а з 1958 року — працював у Науковому консультативному комітеті військово-повітряних сил США. У 1962 році його було призначено до Наукового консультативного комітету при Президенті США. Також Шоклі отримав почесний ступінь доктора наук від Університету Пенсільванії, Університету Ратгерс і Коледжу імені Густавуса Адольфуса (Міннесота). Крім численних статей в наукових і технічних журналах Шоклі написав «Електрони в напівпровідниках р-типу» (1950) і редагував «Дефекти майже ідеальних кристалів» (1952). Також за свої винаходи він отримав понад 50 патентів у США.

## Патенти Шоклі
Шоклі отриав понад 90 патентів США. Деякі відомі є:
- US Patent #2502488 Semiconductor Amplifier. Applied for on Sept. 24, 1948; Його перший напівпровідниковий транзистор.
- US patent #2655609 Bistable Circuits. Applied for on July 22 1952; Використовувався в комп'ютерах.
- US patent #2787564 Forming Semiconductive Devices by Ionic Bombardment. Applied for on Oct. 28, 1954; Дифузійний процес для імплантації домішок.
- US patent #3031275 Process for Growing Single Crystals. Applied for on Feb. 20, 1959; Покрашення технології виробництва основних напівпровідникових матеріалів.
- US patent #3053635 Method of Growing Silicon Carbide Crystals. Applied for on Sept. 26, 1960; Використання інших напівпровідників, а не тільки германію.

## Праці Шоклі
- Shockley, William — Electrons and holes in semiconductors, with applications to transistor electronics, Krieger (1956) ISBN 0-88275-382-7.
- Shockley, William — Mechanics Merrill (1966).
- Shockley, William and Pearson, Roger — Shockley on Eugenics and Race: The Application of Science to the Solution of Human Problems Scott-Townsend (1992) ISBN 1-878465-03-1.

## Зноски
1. 1 2  Encyclopædia Britannica
2. 1 2  SNAC — 2010.
3. ↑  Шокли Уильям Брэдфорд // Большая советская энциклопедия: [в 30 т.] — 3-е изд. — Москва: Советская энциклопедия, 1969.
4. ↑  Find a Grave — 1996.
5. ↑  NNDB — 2002.
6. ↑  Geni.com — 2006.